# Караваєві Дачі (зупинний пункт)
Карава́єві Да́чі — пасажирський зупинний пункт Київського залізничного вузла Київської дирекції Південно-Західної залізниці між станціями Київ-Пасажирський (3 км) та Київ-Волинський (4 км). Розташований у місцевостях Караваєві Дачі та  Чоколівка Солом'янського району Києва, біля перетину вулиць Вадима Гетьмана, Ушинського та Чоколівського бульвару.

## Історія
Зупинний пункт відкритий у 1910-х роках, він позначений на схемі 1919 року Південно-Західної залізниці під назвою Блокпост Караваєвський. Пізніше мав назви — Платформа Караваєвська, Пост-Караваєвський. На мапі Києва вперше позначений у 1947 році, як Платформа Караваєві Дачі. 
Назва зупинного пункту походить від історичної місцевості у Києві Караваєві Дачі, яка пов'язана з ім'ям хірурга Володимира Караваєва — доктора медицини (1838), заслуженого ординарного професора. У 1841—1891 роках професор Київського університету, один з організаторів медичного факультету в Києві і перший його декан (1843—1847), почесний громадянин Києва. У середині XIX століття у цій місцевості знаходився київський садовий «Деревинний розплідник», який у 1869 році був придбаний професором. У 1873 році він приєднав до нього придбаний у Військовій гімназії (Кадетському корпусі) так звану «гімназичну земельну ділянку».
Караваєві Дачі — також назва зупинного пункту приміських електропоїздів.
У 1950-х роках над платформами було зведено автомобільний шляхопровід.
У 2003—2005 роках на зупинному пункті проведена  капітальна реконструкція — зведено багатофункціональну будівлю вокзалу, що поєднує в собі функції як вокзалу, так і торговельного комплексу.

## Пасажирське сполучення
Зупинний пункт обслуговує електропоїзди приміського та міжрегіонального сполучення фастівського, коростенського, ніжинського та яготинського напрямків.
З 4 жовтня 2011 року — одна з зупинок київської міської електрички.

## Особливості зупинного пункту
Зупинний пункт має 3 високі платформи (1 бічна та 2 острівні) та 5 колій, колійний розвиток відсутній.
Вихід до платформ здійснюється через турнікети.
Поруч з зупинним пунктом розташовані супермаркети та радіоринок.

## Галерея

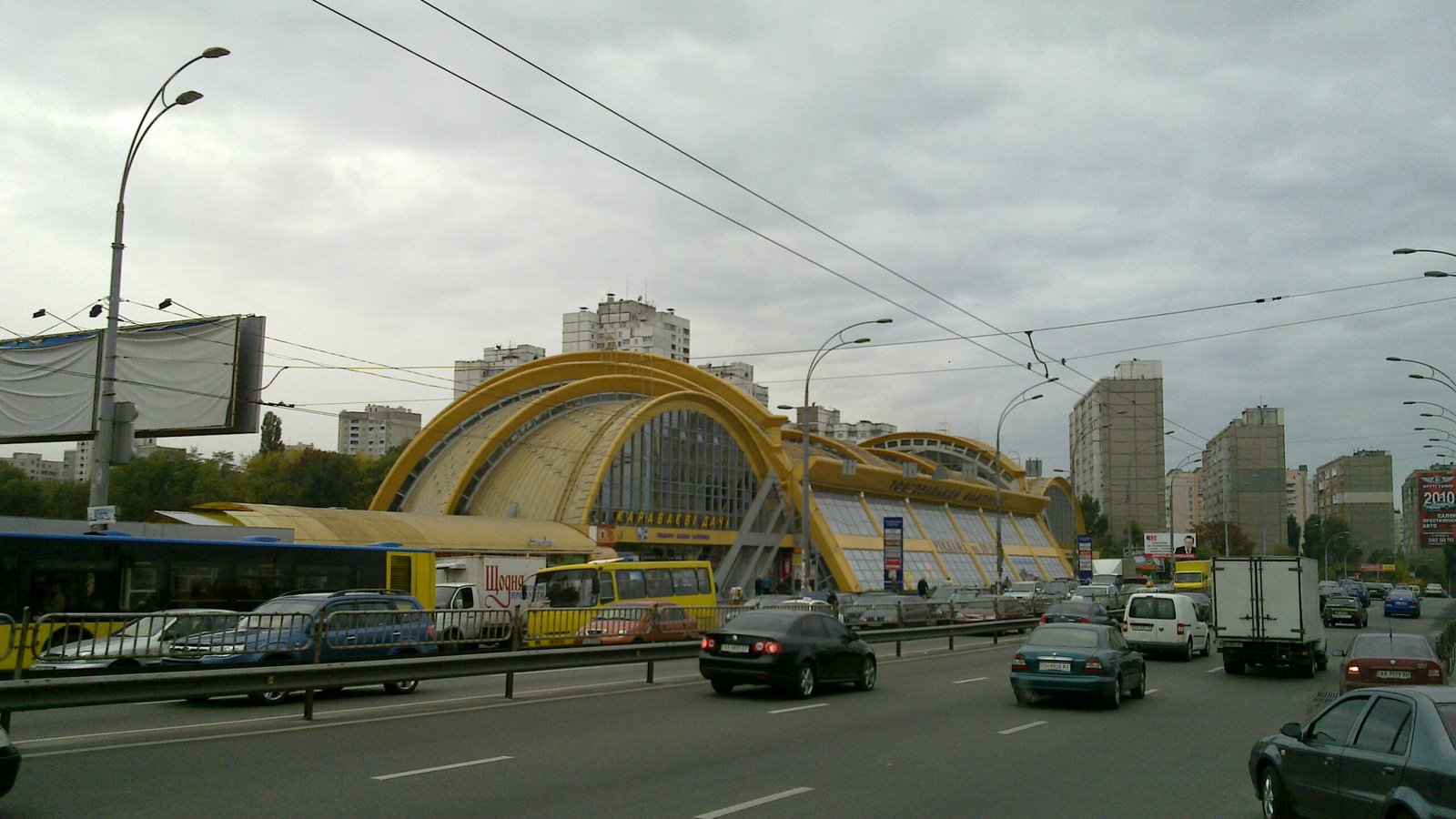
Автомобільний шляхопровід
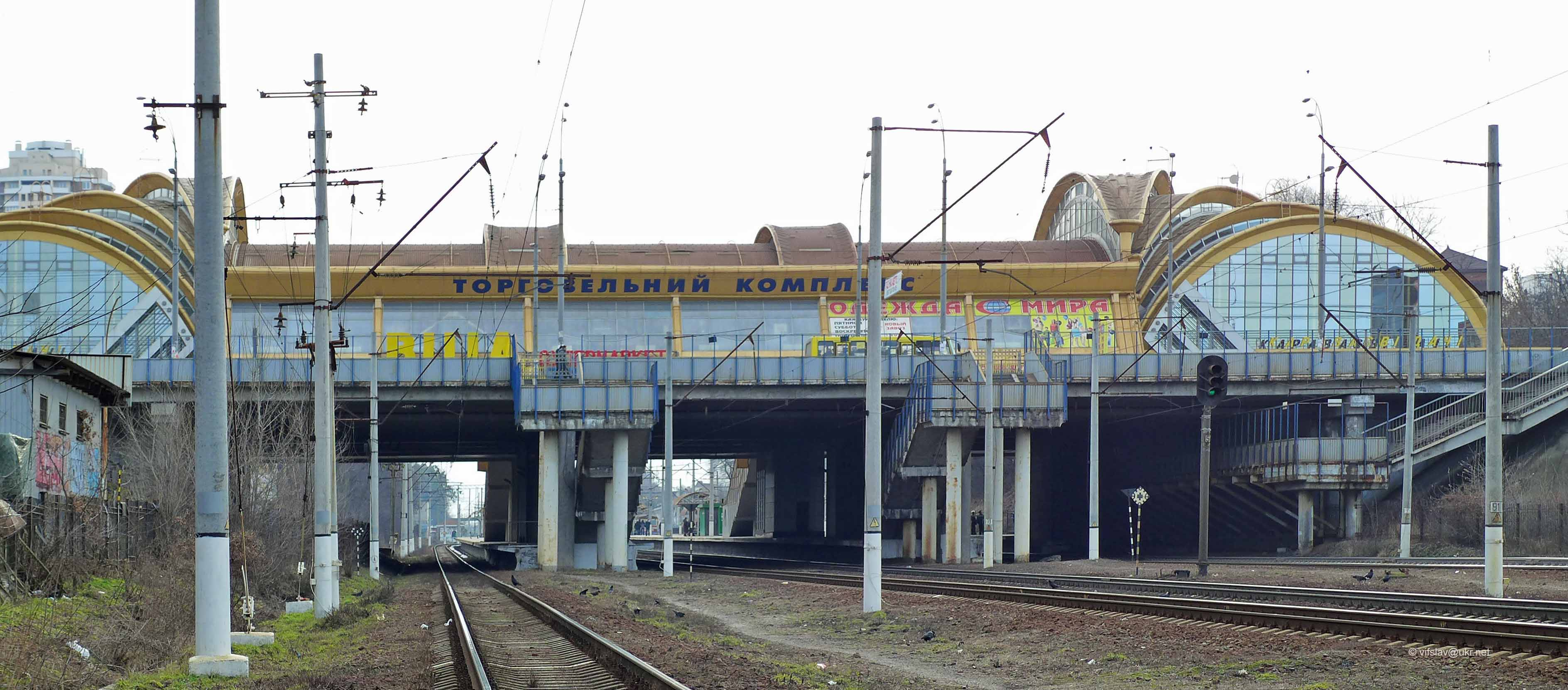
Вигляд на вокзальний комплекс з платформ
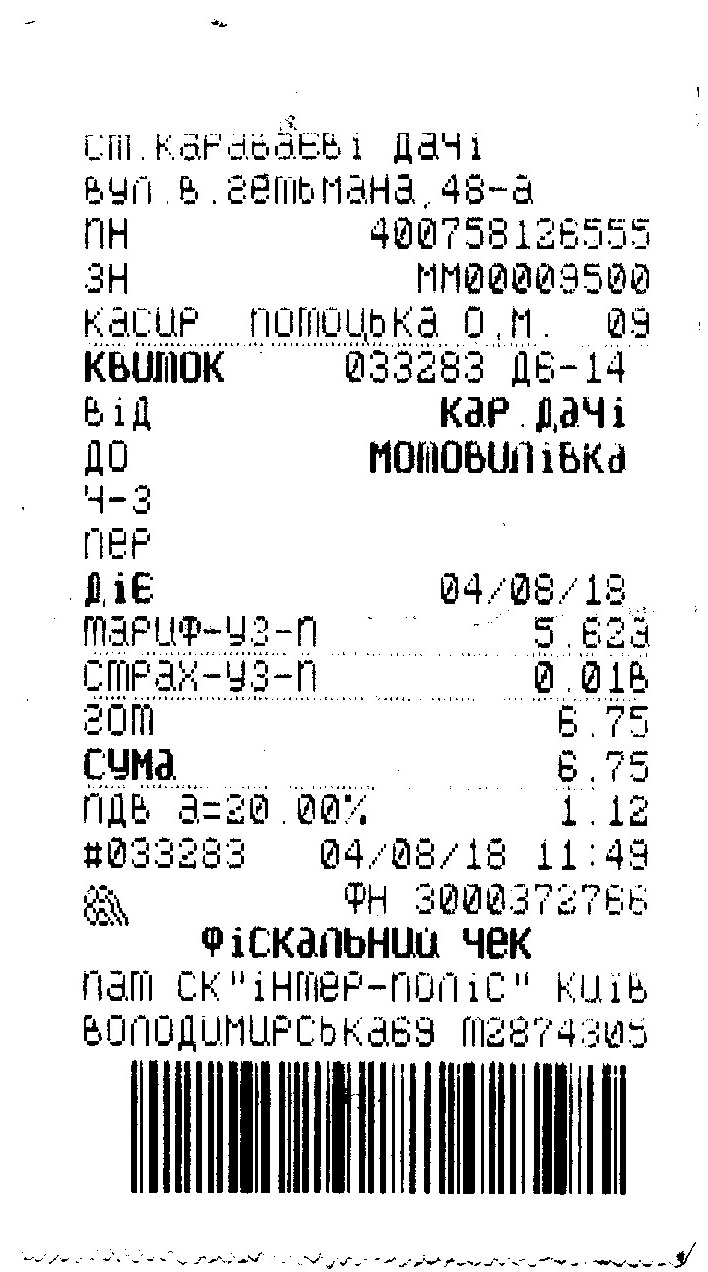
Дитячий квиток на приміський електропоїзд від зупинного пункту Караваєві Дачі до станції Мотовилівка (4 серпня 2018)
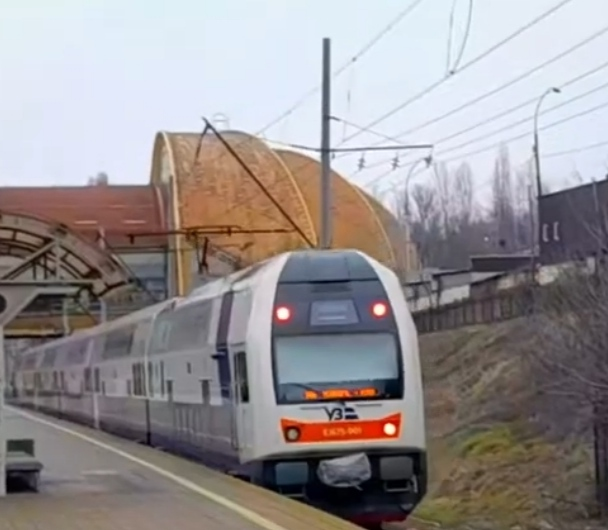
EJ 675-001 прямує через зупинний пункт Караваєві Дачі (2022)